# ダルナ (2022年のテレビドラマ)
『ダルナ』（タガログ語: Darna）は、フィリピンのテレビドラマ。カパミリア・チャンネルで2022年8月15日から2023年2月10日まで放送された。

## 登場人物

### 主要キャラクター
ダルナ / ナルダ・カストディオ
演：ジェーン・デ・レオン
ヴァレンティナ / レジーナ・ヴァングアルディア
演：ジャネラ・サルバドール
ブライアン・ロブレス
演：ジョシュア・ガルシア
リカルド「ディン」カストディオ
演：ザイジャン・ハラニジャ
ノア・バレステロス
演：パオロ・グマバオ